# Sergestes tantillus
Sergestes tantillus är en kräftdjursart som beskrevs av Martin D. Burkenroad 1940. Sergestes tantillus ingår i släktet Sergestes och familjen Sergestidae. Inga underarter finns listade i Catalogue of Life.